# Вах Кантонмент
Вах Кантонмент (урд. واہ) је град у Пакистану у покрајини Панџаб. Према процени из 2006. у граду је живело 243.151 становника.

## Становништво
Према процени, у граду је 2006. живело 243.151 становника.
| 1981.   | 1998.   | 2006.   |
| ------- | ------- | ------- |
| 122.335 | 198.431 | 243.151 |